# Casemate des Vernes
La casemate d’infanterie no 87 dite « des Vernes » est une casemate d'intervalle STG de la ligne Maginot en cours de restauration. Elle est située dans le Haut-Rhin, sur la commune de Magstatt-le-Bas et appartenait au secteur défensif d'Altkirch.

## Situation
La ligne Maginot couvrait les frontières orientales de la France, notamment dans le Nord-Est (Alsace et Lorraine) en passant par le Sud-Est (les Alpes) mais aussi la Corse et la Tunisie. Pour couvrir une telle distance d’ouvrages parfois très impressionnants, on a divisé son tracé en « secteurs » couvrant chacun une zone géographique.
La casemate des Vernes se trouve dans le secteur défensif d'Altkirch, renommé en 1940 « secteur fortifié d'Altkirch » (SFA), qui partait de Sierentz pour se terminer à Winkel (Haut-Rhin). Le SFA a la particularité de se trouver près de la ville de Bâle : or le traité de Paris de 1815 interdisait toute construction de fortifications dans un rayon de trois lieues (12 km) autour d’elle. Pour contourner le problème, la ligne Maginot fait un arc de cercle de 12 kilomètres environ autour de Bâle à travers les plaines du Haut-Rhin. C’est sur cet « arc de cercle » que se trouve la casemate des Vernes ; elle reprend la numérotation que la CORF utilisait, et porte le numéro 87.
Située en plein champ, elle surplombe les communes de Magstatt-le-Bas à l’ouest et Stetten à l’est, à la jonction même des deux bans communaux.

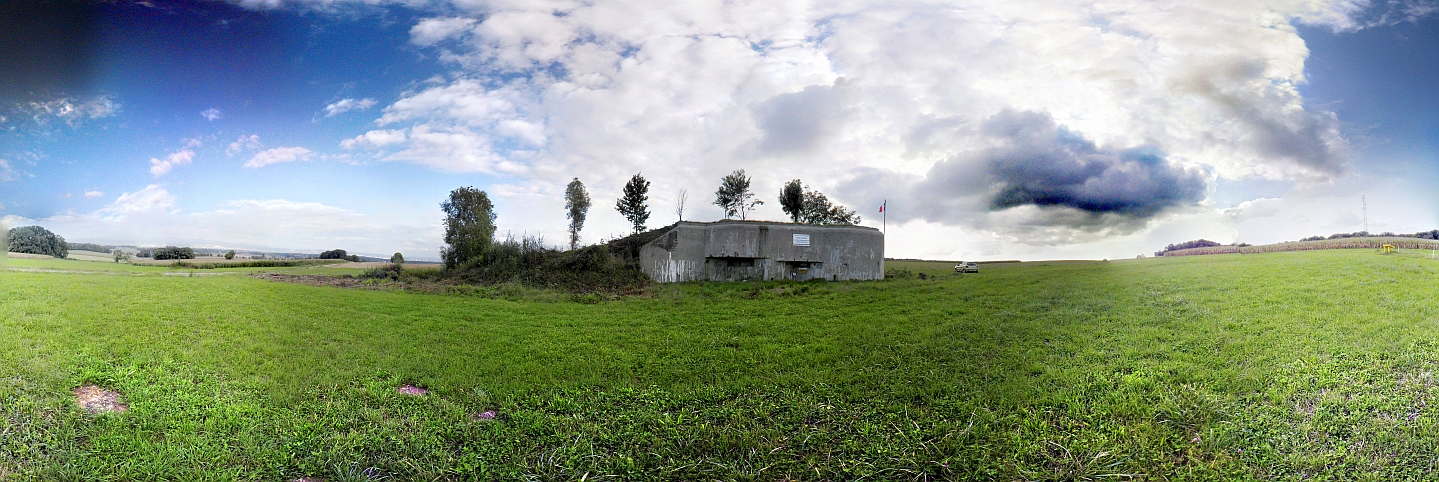
La casemate dans son environnement : panorama à 360°.

### Étymologie
L’origine du nom de la casemate « des Vernes » n'a été redécouvert qu'en juillet 2014 grâce à un document historique sur la vie locale de Magstatt-le-Bas. Il est intimement lié à un petit bois aujourd’hui disparu remplacé par des champs agricoles. Ce bois s’appelait « Le Bois des Vernes ». Il est très fréquent de donner à un ouvrage militaire le nom du lieu où il se trouve.

## Construction
Les divers chantiers du secteur défensif d’Altkirch durèrent de 1935 pour les « gros œuvres » à 1937, mais se poursuivirent jusqu’en 1940 et ne furent jamais vraiment terminés. C’est la STG (« section technique du génie » de Mulhouse et de Belfort) qui réalisa les gros travaux du SFA, laissant le soin à la MOM (main-d'œuvre militaire) de faire les « petits bétons » d’intervalles situés souvent en points d’appui (« PA ») ou blockhaus de moindre importance.
La Commission d'organisation des régions fortifiées (CORF) a fait l’essentiel et les plus gros ouvrages des autres secteurs fortifiés, ayant complètement terminé et équipé ses ouvrages, elle était prête à combattre de façon permanente, du moins dans les gros et moyens ouvrages. Après sa dissolution et faute de crédit, la CORF arrêta la construction de la ligne Maginot dans sa partie alsacienne au début du secteur fortifié de Mulhouse (SFM), au niveau de la forêt de la Hardt.

## Description

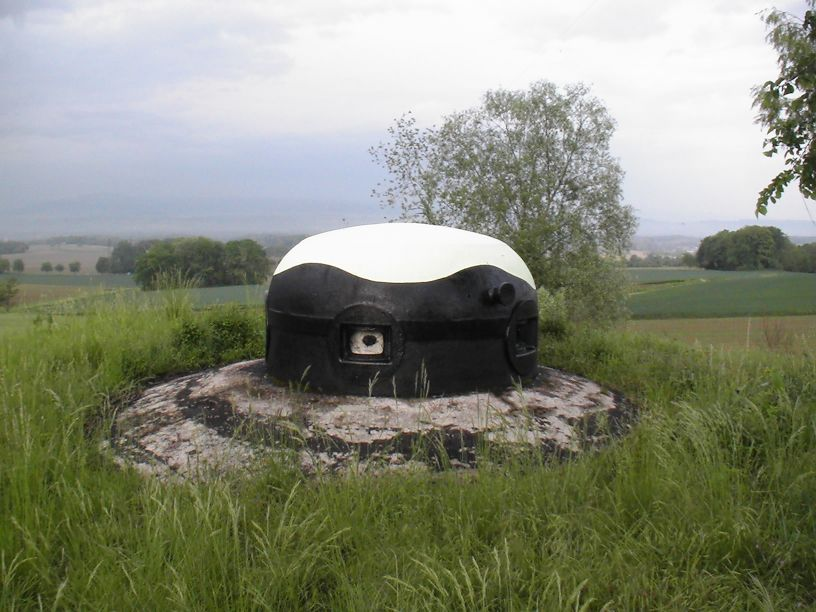
Cloche GFM (guetteur fusil mitrailleur) de la casemate.

La casemate est un monolithe de béton de plus de 1 000 m3 pour une surface au sol de 95 m2 sur deux niveaux. Elle est dite « simple » car elle ne tire que d’un seul côté. Elle a une dalle de couverture de plus de 2,5 mètres, comme ses murs exposés aux tirs, l’arrière de l’ouvrage étant remblayé de rocailles de protection et de dissimulation.
Elle dispose d'une cloche GFM (Guetteur fusil mitrailleur) de type « B » dit « petit modèle » de 17 tonnes en acier spécial de 30 centimètres d’épaisseur pour l’observation et le tir à 360°. Son armement se composait normalement d'une mitrailleuse Hotchkiss de 8 mm, d’un canon de marine AC (antichar) sur affût crinoline de 47 mm, de plusieurs fusils mitrailleurs, d’une goulotte lance-grenades. Une découverte récente[Laquelle ?] laisse supposer qu’un canon de campagne de 25 mm a remplacé le canon de marine ou même que celui-ci n’a jamais été livré[réf. souhaitée] : il était fréquent d’installer dans certaines casemates l’armement que l’on avait « sous la main ».
La casemate des Vernes a l’originalité de posséder un étage inférieur très vaste, avec une hauteur de plafond de plus de 3,40 mètres. Seules quelques rares casemates STG du secteur d’Altkirch (SFA) avaient un étage inférieur, qui ne dépassait alors que rarement quelques mètres carrés, alors que la casemate des Vernes a une importante superficie sous terre et une grande hauteur sous plafond.
Elle dispose d’un accès à une source depuis son étage inférieur : on y accède par un petit tunnel de 2 mètres de long sur 1,5 mètre de hauteur. Le puits a une profondeur de 2 mètres et est constamment en eau, limpide, avec un « trop plein » qui achemine l’eau au dehors.
Les toilettes de la casemate avaient une porte blindée et un créneau de tir pour FM (fusil mitrailleur). Elles pouvaient aussi servir de prison temporaire car elles font moins de 1,5 m2.
Les créneaux de tir de la casemate sont orientés au nord ; elle a une vue dégagée sur l'Allemagne et le redoutable rocher « d'Istein » (village situé sur la rive allemande du Rhin, où se trouvait un imposant ouvrage fortifié - plus tard détruit par les Alliés).
Construite de 1937 à 1939, la casemate n'a jamais été terminée, sa porte blindée n'a jamais été livrée et, comme toutes celles du secteur d'Altkirch, elle n'a quasiment jamais combattu.

### Armement
- un canon AC47 (47 mm) à usage antichar posé sur un affût crinoline avec un large créneau dédié non blindé dans le béton (ces canons ont été récupérés sur de vieux navires de la marine française[réf. nécessaire]) ;
- un canon de campagne de 25 mm hippomobile avait remplacé le canon AC47 de marine un certain temps, dans cette configuration les roues était surélevé sur une plateforme fabriqué avec les moyens du bord par la main d’œuvre militaire ;
- une mitrailleuse Hotchkiss (8 mm) posé sur une table spéciale communiquant à un créneau dédié dans le béton protégé par une plaque d'acier provisoirement installé et fabriqué dans les fonderies de Mulhouse ;
- une goulotte lance grenade qui protège l'angle mort de la casemate ;
- trois créneaux pour fusil mitrailleur modèle 24/29 ;
- une cloche GFM type B petit modèle à 5 créneaux orientables à rotules ; caractéristiques de la cloche GFM :
  - Épaisseur cuirasse : 25 cm
  - Poids : 17 tonnes
  - Hauteur : 2,17 m
  - Niveau de protection : 2
- À cet armement venait s'ajouter les armes personnels des soldats.

## Restauration

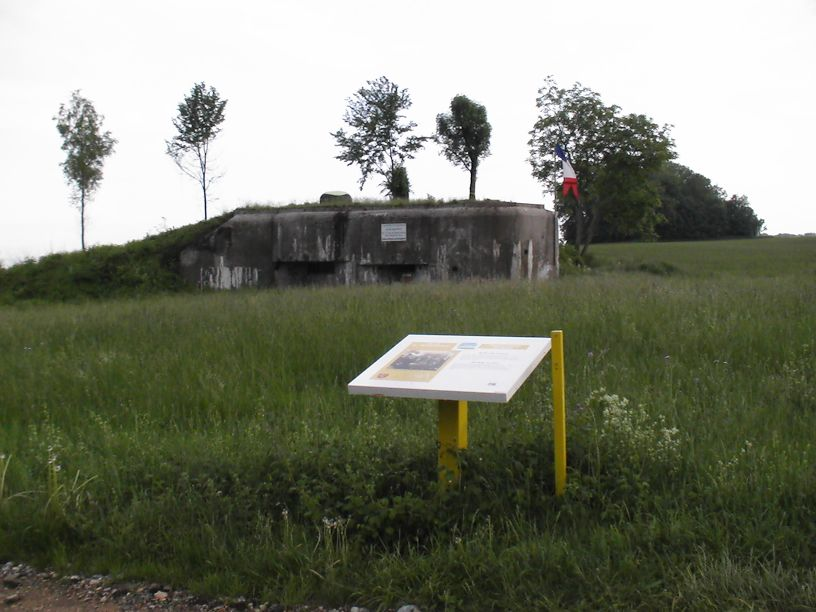
Avancement de la restauration : état en 2009.
Au fond à droite, encore enfouie sous la végétation : la casemate no 88, également en cours de restauration.

Laissée à l'abandon pendant plusieurs années après le retrait de l'armée vers 1950, elle a été pillée du peu de matériel qui s'y trouvait encore et saccagée pour finir par servir de dépotoir. Elle a été murée trois fois, ayant été inondée au préalable par la boue issue du ruissellement des eaux depuis les champs des alentours sur une hauteur de plus de 1,5 mètre par endroits dans l'étage inférieur. La végétation très dense ayant poussé au fil des ans, elle était vouée à un oubli définitif si rien n'était entrepris pour y remédier.
Elle est aujourd’hui en cours de restauration par une équipe de trois bénévoles permanents. Les travaux ont débuté en juillet 2007. Bien que non ouverte au public de façon officielle pour cause de travaux, il est néanmoins possible de visiter l'intérieur de la casemate gratuitement sur RDV pour des groupes restreints ou de façon individuelle. Toutes les informations utiles sont affichées à l'entrée de la casemate.
La façade a été complètement nettoyée au jet d'eau haute pression, toute la végétation arborée a été supprimée, seuls les plus beaux spécimens ont été conservés pour donner dans le futur un aspect naturel au site.
La casemate no 88 de Stetten (située à moins de 150 mètres de la casemate des Vernes), également complètement enfouie sous la végétation (comme la casemate des Vernes avant juillet 2007), est depuis fin 2009 en cours de déboisement par des particuliers.